# Psychomyia chompu
Psychomyia chompu är en nattsländeart som beskrevs av Malicky och Chantaramongkol 1993. Psychomyia chompu ingår i släktet Psychomyia och familjen tunnelnattsländor. Inga underarter finns listade i Catalogue of Life.